# مرحوم (جيشان)

تعديل مصدري - تعديل

مرحوم هي إحدى قرى عزلة جيشان بمديرية جيشان التابعة لمحافظة أبين، بلغ تعداد سكانها 232 نسمة حسب تعداد اليمن لعام 2004.